# Admirável Chip Novo (Re)Ativado
Admirável Chip Novo (Re)Ativado é um álbum de remix referente ao álbum Admirável Chip Novo, da cantora brasileira de rock, Pitty, com lançamento em 6 de outubro de 2023, pela gravadora Deckdisc, em comemoração aos 20 anos do álbum original. 

## Faixas
Todas as letras escritas por Pitty, exceto onde listado. 
| N.º            | Título                      | Letras            | Artista(s)                       | Duração |  |
| 1.             | "Teto de Vidro (Reativado)" | Pitty · Emicida   | Emicida                          | 3:09    |  |
| 2.             | "Admirável Chip Novo"       |                   | Planet Hemp                      | 2:45    |  |
| 3.             | "Máscara"                   |                   | Ney Matogrosso                   | 4:22    |  |
| 4.             | "Equalize"                  | Pitty · Peu Sousa | Pabllo Vittar                    | 3:38    |  |
| 5.             | "O Lobo"                    |                   | Tuyo                             | 3:02    |  |
| 6.             | "Emboscada"                 |                   | Céu                              | 3:40    |  |
| 7.             | "Do Mesmo Lado"             |                   | Criolo · Tropkillaz              | 2:38    |  |
| 8.             | "Temporal"                  |                   | Sandy                            | 4:01    |  |
| 9.             | "Só de Passagem"            |                   | MC Carol                         | 2:09    |  |
| 10.            | "I Wanna Be"                |                   | Marina Peralta · Rockers Control | 3:40    |  |
| 11.            | "Semana Que Vem"            |                   | Supercombo                       | 4:06    |  |
| Duração total: | Duração total:              | Duração total:    | Duração total:                   | 37:16   |  |

## Créditos
- Pitty: vocal (todas as faixas do álbum original), direção artística[3]
- Rafael Ramos: direção artística
- Emicida: vocal (faixa 1)
- Felipe Vassão: produção (faixa 1)
- Planet Hemp: vocais, produção (faixa 2)
- Ney Matogrosso: vocal (faixa 3)
- Sacha Amback: produção (faixa 3)
- Pabllo Vittar: vocal (faixa 4)
- Brabo Music: produção (faixa 4)
- Tuyo: vocal (faixa 5)
- Lucs Romero: produção (faixa 5)
- Céu: vocal (faixa 6)
- Pupillo: produção (faixa 6)
- Criolo: vocal, produção (faixa 7)
- Tropkillaz: produção (faixa 7)
- Sandy: vocal (faixa 8)
- Jason Tarver: produção (faixa 8)
- MC Carol: vocal (faixa 9)
- TH4I: produção (faixa 9)
- DJ Dorly: produção (faixa 9)
- Marina Peralta: vocal (faixa 10)
- Rockers Control: produção (faixa 10)
- Supercombo: vocal, produção (faixa 11)